# Pierre Maguelon
Pierre Maguelon (Labruguière, 3 september 1933- Perpignan, 10 juli 2010) was een Frans acteur.
Maguelon studeerde in Montpellier en debuteerde in het cabaret, vooral in het voorprogramma van Georges Brassens, waarmede hij nauw bevriend raakte. Hij werd bekend onder de bijnaam Petit Bobo en werd in 1974 populair met de televisiereeks Les Brigades du Tigre. Maguelon speelde niet alleen voor televisie, maar ook in vele speelfilms en voor theater.

## Filmografie (speelfilms)
- 1960 : Tire-au-flanc 62 van Claude de Givray en François Truffaut : Petit Bobo
- 1961 : Le Président van Henri Verneuil : een parlementair
- 1962 : Cartouche van Philippe de Broca : trawant van Cartouche
- 1962 : Le Soupirant
- 1962 : Le Roi du village van Henri Gruel (als "Bobo")
- 1963 : Bébert et l'Omnibus van Yves Robert
- 1965 : Le Dix-septième ciel van Serge Korber
- 1965 : Monnaie de singe van Yves Robert : Petit Bobo
- 1967 : Alexandre le bienheureux van Yves Robert : Verglandier
- 1967 : Vivre la nuit van Marcel Camus
- 1967 : Mise à sac van Alain Cavalier
- 1968 : Le Tatoué van Denys de La Patellière : een detective
- 1969 : Élise ou la vraie vie van Michel Drach
- 1969 : La Voie lactée van Luis Buñuel : korporaal van de Guardia Civil
- 1970 : Domicile conjugal van François Truffaut : de vriend van Césarin
- 1970 : Les Assassins de l'ordre van Marcel Carné : bewaker
- 1972 : Le Charme discret de la bourgeoisie van Luis Buñuel : politiesergeant
- 1972 : Beau masque van Bernard Paul : Mignot
- 1973 : Pour une poignée d'herbes sauvages (Les Sauvagines) : Garcia
- 1973 : France société anonyme van Alain Corneau
- 1974 : Le Fantôme de la liberté van Luis Buñuel : Gérard, de gendarme
- 1974 : Vincent, François, Paul... et les autres van Claude Sautet : Farina
- 1975 : Le Téléphone rose van Édouard Molinaro
- 1976 : Comme un boomerang van José Giovanni : inspecteur Léoni
- 1976 : Le Pays bleu van Jean-Charles Tacchella : Clovis
- 1977 : Et vive la liberté ! van Serge Korber : de luitenant
- 1979 : Le Pull-over rouge van Michel Drach : inspecteur Commenci
- 1979 : L'Œil du maître van Stéphane Kurc : cafébaas
- 1980 : Un mauvais fils van Claude Sautet : de commissaris
- 1981 : Garde à vue van Claude Miller : Adami
- 1982 : Cap Canaille van Juliet Berto en Jean-Henri Roger : Varenne
- 1986 : Le Débutant van Daniel Janneau : Gachassin
- 1988 : Trois places pour le 26 van Jacques Demy : Marius Ceredo
- 1988 : La Petite Voleuse van Claude Miller : M. Fauvel
- 1990 : Cyrano de Bergerac van Jean-Paul Rappeneau : Carbon de Castel-Jaloux
- 1990 : Le Provincial van Christian Gion : gevangenisbewaker
- 1990 : La gloire de mon père van Yves Robert : François
- 1990 : Le Château de ma mère van Yves Robert : François
- 1990 : Triplex van Georges Lautner :
- 1998 : Alice et Martin van André Téchiné : Victor Sauvagnac